# Nati nel 1791
| Questa pagina contiene informazioni ricavate automaticamente dalle voci biografiche con l'ausilio del template Bio e di un bot. L'aggiornamento è periodico e automatico e ricostruisce completamente la pagina. Se manca una persona in questa lista, sei pregato di non aggiungerla, ma accertati piuttosto che la sua voce biografica contenga il template Bio e che i dati anagrafici siano correttamente compilati. Se il template Bio manca, inseriscilo tu stesso o, in alternativa, metti l'avviso {{tmp\|Bio}} che ne segnala la mancanza. Se i dati riportati sono sbagliati, correggi direttamente la voce biografica; le modifiche saranno visibili in questa lista entro pochi giorni. Per chiarimenti vedi il progetto biografie. La lista contiene solo le 219 persone che sono citate nell'enciclopedia e per le quali è stato implementato correttamente il template Bio. Pagina aggiornata al 2 giu 2025. |

## Gennaio(11)
- 1º gennaio - Ernst Heinrich Friedrich Meyer, botanico e storico tedesco († 1858)
- 8 gennaio - Jacob Collamer, politico statunitense († 1865)
- 15 gennaio - Franz Grillparzer, scrittore e drammaturgo austriaco († 1872)
- 16 gennaio - Henryk Dembiński, generale polacco († 1864)
- 19 gennaio - Eduard von Peucker, generale e politico prussiano († 1876)
- 21 gennaio - Padre Davide da Bergamo, religioso, organista e compositore italiano († 1863)
- 22 gennaio - Matteo Agnes, politico italiano († 1881)
- 26 gennaio - Girolamo Luigi Calvi, storico dell'arte, pittore e scrittore italiano († 1872)
- 28 gennaio - Ferdinand Hérold, compositore, pianista e violinista francese († 1833)
- 28 gennaio - Mary Telfair, collezionista d'arte e filantropa statunitense († 1875)
- 31 gennaio - Antonio Zanolini, politico italiano († 1877)

## Febbraio(21)
- 6 febbraio - Gerolamo Cavasola, ufficiale italiano († 1836)
- 9 febbraio - Jean Cruveilhier, anatomista e patologo francese († 1874)
- 10 febbraio - Francesco Hayez, pittore italiano († 1882)
- 10 febbraio - Ōtagaki Rengetsu, monaca buddista, poeta e ceramista giapponese († 1875)
- 11 febbraio - Alessandro Mavrocordato, politico greco († 1865)
- 11 febbraio - Louis Visconti, architetto e disegnatore francese († 1853)
- 12 febbraio - Giacinto Agnello, patriota e letterato italiano († 1870)
- 12 febbraio - Peter Cooper, imprenditore, inventore e politico statunitense († 1883)
- 13 febbraio - Ambrogio Nava, architetto e pittore italiano († 1862)
- 13 febbraio - Sil'vestr Feodosievič Ščedrin, pittore russo († 1830)
- 14 febbraio - Hugues-Fleury Donzel, entomologo francese († 1850)
- 14 febbraio - Minh Mạng, imperatore vietnamita († 1841)
- 20 febbraio - Émile Deschamps, poeta francese († 1871)
- 21 febbraio - Carl Czerny, pianista e compositore austriaco († 1857)
- 21 febbraio - Nicola Manfroce, compositore italiano († 1813)
- 21 febbraio - John Mercer, chimico britannico († 1866)
- 22 febbraio - Ferdinand Samuel Laur, compositore, direttore di coro e direttore d'orchestra tedesco († 1854)
- 23 febbraio - Pier Alessandro Garda, collezionista d'arte, politico e filantropo italiano († 1880)
- 25 febbraio - Bobèche, attore teatrale e circense francese († 1841)
- 27 febbraio - Vincenzo Tineo, botanico italiano († 1856)
- 28 febbraio - Cornelius Van Wyck Lawrence, politico statunitense († 1861)

## Marzo(13)
- 1º marzo - Manuel Carpio, poeta, scrittore e filosofo messicano († 1860)
- 6 marzo - Tomás Godoy Cruz, politico argentino († 1852)
- 8 marzo - Kazimierz Brodziński, scrittore polacco († 1835)
- 9 marzo - Nicolas Levasseur, basso francese († 1871)
- 12 marzo - Gaetano Besia, architetto italiano († 1871)
- 14 marzo - Pietro Celestino Giannone, poeta e patriota italiano († 1872)
- 15 marzo - Charles Knight, editore e scrittore britannico († 1873)
- 16 marzo - Giovita Scalvini, scrittore, poeta e patriota italiano († 1843)
- 17 marzo - Achille d'Artois, scrittore, librettista e drammaturgo francese († 1868)
- 19 marzo - Ángel de Saavedra, scrittore, poeta e drammaturgo spagnolo († 1865)
- 23 marzo - Samuel Wilderspin, educatore britannico († 1866)
- 24 marzo - Charles Pravaz, medico francese († 1853)
- 29 marzo - William MacKenzie, oculista scozzese († 1868)

## Aprile(14)
- 2 aprile - David Henshaw, politico statunitense († 1852)
- 3 aprile - Anne Lister, scrittrice inglese († 1840)
- 4 aprile - Giuseppe Domenico Botto, fisico italiano († 1865)
- 13 aprile - Félix de Mérode, politico belga († 1857)
- 16 aprile - Agostino Chiodo, generale e politico italiano († 1861)
- 17 aprile - James Gascoyne-Cecil, II marchese di Salisbury, nobile e politico britannico († 1868)
- 17 aprile - Ottaviano Fabrizio Mossotti, matematico, fisico e astronomo italiano († 1863)
- 23 aprile - James Buchanan, politico statunitense († 1868)
- 23 aprile - José Jorge Loureiro, politico e militare portoghese († 1860)
- 23 aprile - Friedrich von Olivier, pittore tedesco († 1859)
- 25 aprile - Giuseppe Gaggini, scultore italiano († 1867)
- 26 aprile - Giovanni Battista Quilici, presbitero italiano († 1844)
- 27 aprile - Samuel Morse, pittore, inventore e storico statunitense († 1872)
- 29 aprile - Carlo Felice Scapini, politico italiano († 1861)

## Maggio(10)
- 1º maggio - Francesco Fergola, geodeta italiano († 1845)
- 3 maggio - Henryk Rzewuski, romanziere e giornalista polacco († 1866)
- 9 maggio - Pierre Alain Boudousquié, politico francese († 1867)
- 11 maggio - Jan Václav Voříšek, pianista, organista e compositore ceco († 1825)
- 12 maggio - Provo Wallis, ammiraglio britannico († 1892)
- 15 maggio - Floris Adriaan van Hall, politico olandese († 1866)
- 18 maggio - Johann Friedrich August Breithaupt, mineralogista tedesco († 1873)
- 19 maggio - George Finch-Hatton, X conte di Winchilsea, politico inglese († 1858)
- 26 maggio - August Grahl, pittore tedesco († 1868)
- 29 maggio - Pietro Romani, compositore italiano († 1877)

## Giugno(11)
- 1º giugno - Alexis-Basile-Alexandre Menjaud, arcivescovo cattolico francese († 1861)
- 1º giugno - John Nelson, politico statunitense († 1860)
- 9 giugno - John Howard Payne, attore teatrale e drammaturgo statunitense († 1852)
- 10 giugno - Václav Hanka, filologo ceco († 1861)
- 12 giugno - Antonio Conforti, militare e poeta italiano († 1857)
- 13 giugno - Juan Francisco Giró, politico uruguaiano († 1863)
- 15 giugno - Vincenzo Vannini, architetto e ingegnere italiano († 1873)
- 17 giugno - Roberto Cofresí, pirata portoricano († 1825)
- 23 giugno - Thomas Roscoe, traduttore e viaggiatore inglese († 1871)
- 29 giugno - Ugo Pietro Spinola, cardinale italiano († 1858)
- 30 giugno - Félix Savart, fisico e medico francese († 1841)

## Luglio(13)
- 2 luglio - Charles Nombret Saint-Laurent, drammaturgo e librettista francese († 1833)
- 3 luglio - Luigi Gherardeschi, compositore e organista italiano († 1871)
- 5 luglio - Samuel Bailey, economista e filosofo britannico († 1870)
- 7 luglio - Giacomo Moraglia, architetto italiano († 1860)
- 9 luglio - Friedrich Adolf Ebert, bibliotecario e bibliografo tedesco († 1834)
- 11 luglio - Enrichetta Blondel, italiana († 1833)
- 13 luglio - Allan Cunningham, botanico e esploratore inglese († 1839)
- 18 luglio - George Pollard, marinaio statunitense († 1870)
- 21 luglio - Carlo Vizzardelli, cardinale italiano († 1851)
- 22 luglio - Giuseppe Bianchetti, letterato e politico italiano († 1872)
- 26 luglio - Francisco José Debali, compositore ungherese († 1859)
- 26 luglio - Franz Xaver Wolfgang Mozart, compositore, pianista e direttore d'orchestra austriaco († 1844)
- 28 luglio - Emma Edgcumbe, nobildonna inglese († 1872)

## Agosto(10)
- 3 agosto - Charles Gordon-Lennox, V duca di Richmond, politico e militare inglese († 1860)
- 5 agosto - Gaetano Becherucci, ingegnere e cartografo italiano
- 9 agosto - Antonio Fortunato Oroboni, patriota italiano († 1823)
- 11 agosto - Pierre Giraud, cardinale e arcivescovo cattolico francese († 1850)
- 11 agosto - José Ignacio Pavón, politico e militare messicano († 1866)
- 12 agosto - Joseph von Arneth, numismatico e archeologo austriaco († 1863)
- 12 agosto - Henry Howard, XIII duca di Norfolk, nobile e politico inglese († 1856)
- 15 agosto - Camillo Jacobini, politico e imprenditore italiano († 1854)
- 21 agosto - Augustus FitzGerald, III duca di Leinster, nobile e politico irlandese († 1874)
- 25 agosto - Christian Karl Josias von Bunsen, scrittore e diplomatico tedesco († 1860)

## Settembre(24)
- 1º settembre - Henri Dupin, librettista e drammaturgo francese († 1887)
- 2 settembre - Carlo Emanuele Asinari di San Marzano, patriota e militare italiano († 1841)
- 3 settembre - Francisco Acuña de Figueroa, poeta uruguaiano († 1862)
- 3 settembre - Francesco Basetti, patriota italiano († 1825)
- 3 settembre - John Curtis, entomologo inglese († 1862)
- 4 settembre - Jan Svatopluk Presl, botanico ceco († 1849)
- 5 settembre - Giacomo Meyerbeer, compositore tedesco († 1864)
- 7 settembre - Giuseppe Gioachino Belli, poeta italiano († 1863)
- 8 settembre - Elisha Harris, politico statunitense († 1861)
- 9 settembre - José María Paz, generale argentino († 1854)
- 10 settembre - Sarah Bowdich Lee, illustratrice, zoologa e botanica inglese († 1856)
- 11 settembre - John Edward Taylor, editore e imprenditore inglese († 1844)
- 13 settembre - William Betty, attore teatrale britannico († 1874)
- 13 settembre - Karl Theodor Menke, naturalista tedesco († 1861)
- 13 settembre - Avram Petronijević, politico serbo († 1852)
- 14 settembre - Franz Bopp, filologo, linguista e orientalista tedesco († 1867)
- 19 settembre - Odilon Barrot, politico francese († 1873)
- 21 settembre - István Széchenyi, politico, scrittore e nobile ungherese († 1860)
- 22 settembre - Michael Faraday, fisico, chimico e divulgatore scientifico britannico († 1867)
- 23 settembre - Johann Franz Encke, astronomo tedesco († 1865)
- 23 settembre - Theodor Körner, poeta e patriota tedesco († 1813)
- 24 settembre - Adolphe de Chesnel, storico e enciclopedista francese († 1862)
- 26 settembre - Théodore Géricault, pittore francese († 1824)
- 28 settembre - Francesco Maggioncalda, politico italiano († 1861)

## Ottobre(18)
- 1º ottobre - Sergej Timofeevič Aksakov, scrittore russo († 1859)
- 1º ottobre - Luigi Dragonetti, politico e scrittore italiano († 1871)
- 2 ottobre - Benedetta Cambiagio Frassinello, religiosa italiana († 1858)
- 2 ottobre - Victor-Amédée Lebesgue, matematico francese († 1875)
- 3 ottobre - Sima Milutinović Sarajlija, scrittore, storico e diplomatico serbo († 1847)
- 7 ottobre - Luigi Pampaloni, scultore italiano († 1847)
- 9 ottobre - Giacomo Bignotti, vescovo cattolico italiano († 1857)
- 13 ottobre - Giuseppe Bianchi, astronomo italiano († 1866)
- 18 ottobre - Bartolomeo Bongiovanni, pittore, scultore e architetto italiano († 1864)
- 19 ottobre - Gaetano Errico, presbitero italiano († 1860)
- 21 ottobre - Louis Graves, geologo, botanico e archeologo francese († 1857)
- 25 ottobre - Paolo Avitabile, militare italiano († 1850)
- 25 ottobre - Johann Jacob Friedrich Wilhelm Parrot, fisico, naturalista e alpinista tedesco († 1841)
- 26 ottobre - George West, V conte De La Warr, nobile e politico britannico († 1869)
- 28 ottobre - Ján Chalupka, scrittore slovacco († 1871)
- 29 ottobre - John Elliotson, medico e chirurgo inglese († 1868)
- 30 ottobre - Bartolomeo Bizio, chimico italiano († 1862)
- 31 ottobre - Antoine-Jean-Baptiste Thomas, pittore francese († 1833)

## Novembre(22)
- 1º novembre - Giovanni Battista Bagnasco, vescovo cattolico italiano († 1837)
- 2 novembre - Ridolfo Castinelli, ingegnere e politico italiano († 1859)
- 3 novembre - Nicolas Charles Victor Oudinot, generale francese († 1863)
- 5 novembre - Benjamin Chew Howard, politico statunitense († 1872)
- 5 novembre - María Rafols Bruna, religiosa spagnola († 1853)
- 8 novembre - Tommaso Parodi, patriota italiano († 1890)
- 10 novembre - Vladimir Fëdorovič Adlerberg, generale russo († 1884)
- 11 novembre - József Katona, drammaturgo ungherese († 1830)
- 11 novembre - Josef Munzinger, politico svizzero († 1855)
- 12 novembre - Johann Ludwig Choulant, medico tedesco († 1861)
- 12 novembre - Louis-Étienne de Thouvenin, generale e inventore francese († 1882)
- 16 novembre - Olaf Rye, militare norvegese († 1849)
- 20 novembre - Ferrante Aporti, presbitero, pedagogista e politico italiano († 1858)
- 21 novembre - Giovanni Battista Nazari, politico italiano († 1871)
- 21 novembre - Heinrich Ritter, filosofo tedesco († 1869)
- 22 novembre - Antonio Louaraz d'Arville, politico e avvocato francese († 1861)
- 24 novembre - Gillot Saint-Evre, pittore francese († 1858)
- 25 novembre - Giuseppe Belli, fisico e matematico italiano († 1860)
- 27 novembre - Carlo Evasio Soliva, compositore e musicista svizzero († 1853)
- 27 novembre - Lorenzo de Cardenas, politico italiano († 1863)
- 30 novembre - Luigi Caflisch, imprenditore svizzero († 1866)
- 30 novembre - Jacob Derk van Heeckeren Beverweerd, diplomatico olandese († 1884)

## Dicembre(17)
- 3 dicembre - George Rennie, ingegnere britannico († 1866)
- 4 dicembre - Jane Griffin, viaggiatrice e filantropa britannica († 1875)
- 7 dicembre - Joseph-Marie de Foras, generale e politico italiano († 1854)
- 7 dicembre - Bernard Pierre Magnan, generale francese († 1865)
- 10 dicembre - Friedrich von Gärtner, architetto tedesco († 1847)
- 12 dicembre - Maria Luisa d'Asburgo-Lorena, imperatrice († 1847)
- 13 dicembre - Phillip Parker King, esploratore e naturalista australiano († 1856)
- 14 dicembre - Johan Ludvig Heiberg, poeta danese († 1860)
- 19 dicembre - Paul-Charles-Amable de Bourgoing, diplomatico, politico e militare francese († 1864)
- 19 dicembre - Ludwig Döderlein, filologo classico tedesco († 1863)
- 19 dicembre - Guglielmo Gribaldi Moffa di Lisio, militare e politico italiano († 1877)
- 21 dicembre - Giorgio Jan, entomologo, zoologo e botanico italiano († 1866)
- 24 dicembre - Emanuele Bellia, avvocato, giurista e politico italiano († 1860)
- 24 dicembre - Eugène Scribe, scrittore, drammaturgo e librettista francese († 1861)
- 26 dicembre - Charles Babbage, matematico e filosofo britannico († 1871)
- 27 dicembre - Jean-Joseph Dassy, pittore francese († 1865)
- 28 dicembre - Johanna Sebus, tedesca († 1809)

## Senza giorno specificato(35)
- Robert Adams, chirurgo irlandese († 1875)
- Andrea Evaristo Alvigini, politico italiano
- Tommaso Azzocchi, letterato, presbitero e traduttore italiano († 1863)
- Guglielmo Bechi, archeologo, architetto e teorico dell'architettura italiano († 1852)
- Michele Cervelli, architetto e ingegnere italiano († 1870)
- Marie Collings, nobile britannica († 1853)
- Youssef El Khazen, arcivescovo cattolico e patriarca cattolico libanese († 1854)
- Giuseppe Ferraris, medaglista e incisore italiano († 1869)
- Francesco Flarer, oculista italiano († 1859)
- Ghébrē Michele, presbitero etiope († 1855)
- Ichikawa Danjūrō VII, attore teatrale e scrittore giapponese († 1859)
- Robert Knox, chirurgo scozzese († 1862)
- Nikolaj Kozlovskij, architetto russo († 1878)
- Michail Michajlovič Kuznecov, generale russo († 1856)
- Franz Philipp von Lamberg, generale austriaco († 1848)
- Pietro Lanciani, ingegnere e architetto italiano († 1868)
- Francesco Lazzari, architetto italiano († 1871)
- Indera Mahkota, nobile malese († 1858)
- Henry Hart Milman, storico britannico († 1868)
- Wincenty Franciszek Mirecki, compositore e insegnante polacco († 1862)
- Boris Ivanovič Orlovskij, scultore russo († 1837)
- Tranquillo Orsi, architetto, pittore e scenografo italiano († 1844)
- George Peacock, matematico britannico († 1858)
- Luigi Persico, scultore italiano († 1860)
- Alexis Thérèse Petit, fisico e docente francese († 1820)
- Max Joseph Roemer, botanico tedesco († 1849)
- Paolo Ruffo di Bagnara, militare e diplomatico italiano († 1865)
- Giuseppe Silvati, patriota e militare italiano († 1822)
- William Snow Harris, fisico britannico († 1867)
- James Stirling, ufficiale britannico († 1865)
- Giulio Cesare Strassoldo-Grafenberg, militare austriaco († 1855)
- Friedrich Teuscher, librettista e scrittore tedesco († 1865)
- Nathaniel Bagshaw Ward, botanico britannico († 1868)
- Andreas Zaimīs, politico greco († 1840)
- Sa'id bin Sultan, sovrano omanita († 1856)